# Berkheya viscosa
Berkheya viscosa là một loài thực vật có hoa trong họ Cúc. Loài này được (DC.) Hutch. mô tả khoa học đầu tiên năm 1917.